# Pegoscapus insularis
Pegoscapus insularis är en stekelart som först beskrevs av William Harris Ashmead 1900.  Pegoscapus insularis ingår i släktet Pegoscapus och familjen fikonsteklar. Inga underarter finns listade i Catalogue of Life.